# Стерлинг (Колорадо)
Стерлинг (енгл. Sterling) град је у америчкој савезној држави Колорадо.

## Демографија
По попису из 2010. године број становника је 14.777, што је 3.417 (30,1%) становника више него 2000. године.
| Група             | 2000.         | 2010.          |
| Белци             | 9.463 (83,3%) | 10.413 (70,5%) |
| Афроамериканци    | 85 (0,7%)     | 873 (5,9%)     |
| Азијати           | 47 (0,4%)     | 107 (0,7%)     |
| Хиспаноамериканци | 1.613 (14,2%) | 3.084 (20,9%)  |
| Укупно            | 11.360        | 14.777         |